# André Azoulay
André Azoulay (Esauira, 17 de abril de 1941) es un político marroquí de origen judío sefardí.

## Trayectoria profesional
Recibió formación en periodismo, ciencias políticas y economía en Francia, Diplomándose por el Centro de Formación de Periodistas de París y fue el fundador y director económico del periódico Maroc-Informations. Entre 1967 y 1991 ocupó diversos cargos dentro del Grupo Bancario Paribas.
Desde 1991 es consejero para asuntos económicos y financieros del rey de Marruecos, desde donde ha contribuido a la aplicación del programa de reformas económicas y financieras aplicadas en Marruecos desde 1993.
Ha participado durante los últimos 30 años en diversos movimientos y asociaciones que tienen como objetivo ayudar al proceso de diálogo y la reconciliación entre judíos y árabes.
André Azoulay es el presidente de la Fundación Euro-mediterránea Anna Lindh para el Diálogo entre las Culturas con sede en Alejandría, Egipto desde 2008. También ha sido miembro del Comité de Sabios para la Alianza de Civilizaciones de la ONU, vicepresidente de la Fundación Tres Culturas con sede en Sevilla, Consejero del Centro Shimon Peres para la Paz así como miembro fundador del C-100, comité del Foro de Davos dedicado al Diálogo de las Civilizaciones y las Religiones.
André Azoulay se ha centrado además en la promoción y revitalización de su ciudad natal, Esauira. En febrero de 2020 se le concedió la Medalla de Andalucía. Tiene también pasaporte francés y su hija Audrey Azoulay es la directora general de la UNESCO. Jacob Cohen lo ha descrito como "sayanim": colaborador-ayudante del Mossad.

## Actividades académicas
En el 2003 ingresó como académico correspondiente para Marruecos de la Real Academia de Ciencias Económicas y Financieras de España.

## Distinciones
- Gran Cruz de la Orden del Mérito Civil (2000).[6]